# Екологічна стандартизація
Екологічна стандартизація — розробка і встановлення комплексу обов'язкових правил, вимог, норм і нормативів у галузі використання природних ресурсів, охорони навколишнього природного середовища від забруднення та інших шкідливих впливів, забезпечення екологічної безпеки, спрямована на поліпшення їх екологічних характеристик та здійснення загальносистемної ідентифікації для встановлення відповідності й сертифікації.
Предмет стандартизації — технічне законодавство та нормативні документи регламентації процесів, методів, способів, правил життєдіяльності людини.
Основними принципами стандартизації є:
- врахування рівня розвитку науки і техніки, екологічних вимог, економічної доцільності і ефективності технологічних процесів для виробника, вигоди та безпеки для споживача і держави в цілому;
- гармонізація нормативних документів з стандартизації з міжнародними, регіональними і національними стандартами інших країн;
- забезпечення відповідності вимог нормативних документів актам законодавства;
- участь у розробленні нормативних документів усіх зацікавлених сторін (розробник, виробник, споживач);
- взаємозв'язок і узгодженість нормативних документів усіх рівнів;
- придатність нормативних документів для сертифікації і продукції;
- відкритість інформації про чинні стандарти і програми робіт з стандартизації з урахуванням вимог чинного законодавства;
- відповідність комплексів (систем) стандартів складу та взаємозв'язкам об'єктів стандартизації для певної галузі, раціональність, несуперечність та обґрунтованість вимог стандартів, можливість їх перевірки;
- застосування інформаційних систем і технологій у галузі стандартизації.[3]